# Jesus Jones
Jesus Jones es una banda británica de rock alternativo formada en Bradford-on-Avon en 1988 por los músicos Mike Edwards, Jerry De Borg, Al Doughty, Iain Baker y Simon Matthews. Su canción "Right Here, Right Now" ha sido su mayor éxito a nivel internacional y formaba parte de su álbum Doubt, que tuvo un notable éxito en las listas de éxitos británicas y estadounidenses. También lograron relevancia, especialmente en su país, con las canciones "Info Freako", "International Bright Young Thing" y "Real Real Real".

## Miembros
- Mike Edwards – voz, guitarra, teclados (1988–presente)
- Jerry De Borg – guitarra (1988–presente)
- Al Doughty – bajo (1988–presente)
- Iain Baker – teclados (1988–presente)
- Simon Edward Robert Matthews – batería, percusión (1988–1997; 2014–presente)

## Discografía

### Álbumes de estudio
| Año  | Álbum      | Reino Unido | Estados Unidos | Ventas                                   |
| ---- | ---------- | ----------- | -------------- | ---------------------------------------- |
| 1989 | Liquidizer | 31          | —              | - BPI: Plata                             |
| 1991 | Doubt      | 1           | 25             | - BPI: Oro - RIAA: Platino - MC: Platino |
| 1993 | Perverse   | 6           | 59             |                                          |
| 1997 | Already    | 161         | —              |                                          |
| 2001 | London     | —           | —              |                                          |
| 2018 | Passages   | —           | —              |                                          |
| 2018 | Voyages    | —           | —              |                                          |

### Álbumes recopilatorios
- Scratched (1993)
- Greatest Hits (1999)
- Never Enough: The Best of Jesus Jones (2002)
- The Collection & Other Rarities (2011)

### EPs
- Culture Vulture (2004)
- How's This Even Going Down? (2016)